# Pylones
Pour les articles homonymes, voir Pylône.

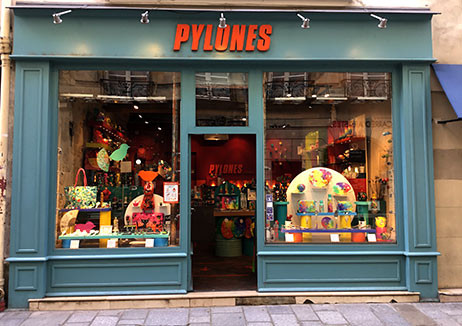
Boutique Paris St Louis

Pylones est une entreprise française créée en 1985, qui commercialise et distribue des objets du quotidien dans son réseau de magasins en France, et à l'étranger. La marque est notamment connue pour la manière dont elle détourne des objets du quotidien.

## Histoire
En 1985 à l'École nationale supérieure de création industrielle à Paris, Jacques Guillemet, Léna Guillemet et Serge Tcherniawsky croisent le chemin d’un collectif de trois designers « Braguette Magique » auteurs de bijoux animaliers en latex dont deux deviendront les Tsé Tsé et Renaud Supiot designer. Ils décident d'éditer cette collection en petites séries, dans le sous-sol de leur pavillon de Suresnes (Hauts-de-Seine).
En 1987, la première boutique Pylones s’ouvre sur l’Île Saint-Louis. En 1995, Pylones rachète Hefyglass, atelier de soufflage de verre, qui prend le nom «Le Souffle de Pylones» en 2014.
En 2001, Pylones installe son siège social, ses ateliers et ses entrepôts à Colombes[réf. souhaitée] (Hauts-de-Seine).
En 2011, le groupe Pylones rachète WTG, son fournisseur historique, à Shenzhen et Hong Kong (Chine). L’usine est labellisée BSCI.

## Design
Jacques et Léna Guillemet collaborent avec des designers français afin de créer et produire des objets du quotidien et leur donner silhouettes humaines, animales ou florales, aux motifs colorés.
La direction artistique des fondateurs, crée des designs en interne avec la branche Pylones Studio et en externe par des designers indépendants.

## Implantation
Pylones a implanté de nombreux magasins en France et en Europe.
L’atelier de soufflage de verre est installé au siège de l’entreprise à Colombes.